# Non è vero mai
Non è vero mai è un singolo della cantante italiana Bianca Atzei e del cantante italiano Alex Britti, pubblicato nel marzo del 2014 e primo estratto dell'album Bianco e nero.

## Video musicale
Il video musicale è stato pubblicato il 14 marzo 2014 sul canale ufficiale di Bianca Atzei.

## Classifiche
| Classifica (2014) | Posizione massima |
| ----------------- | ----------------- |
| Italia            | 32                |